# Anaphe aurea
Anaphe aurea är en fjärilsart som beskrevs av Butler. Anaphe aurea ingår i släktet Anaphe och familjen tandspinnare. Inga underarter finns listade i Catalogue of Life.